# Carica elettrica

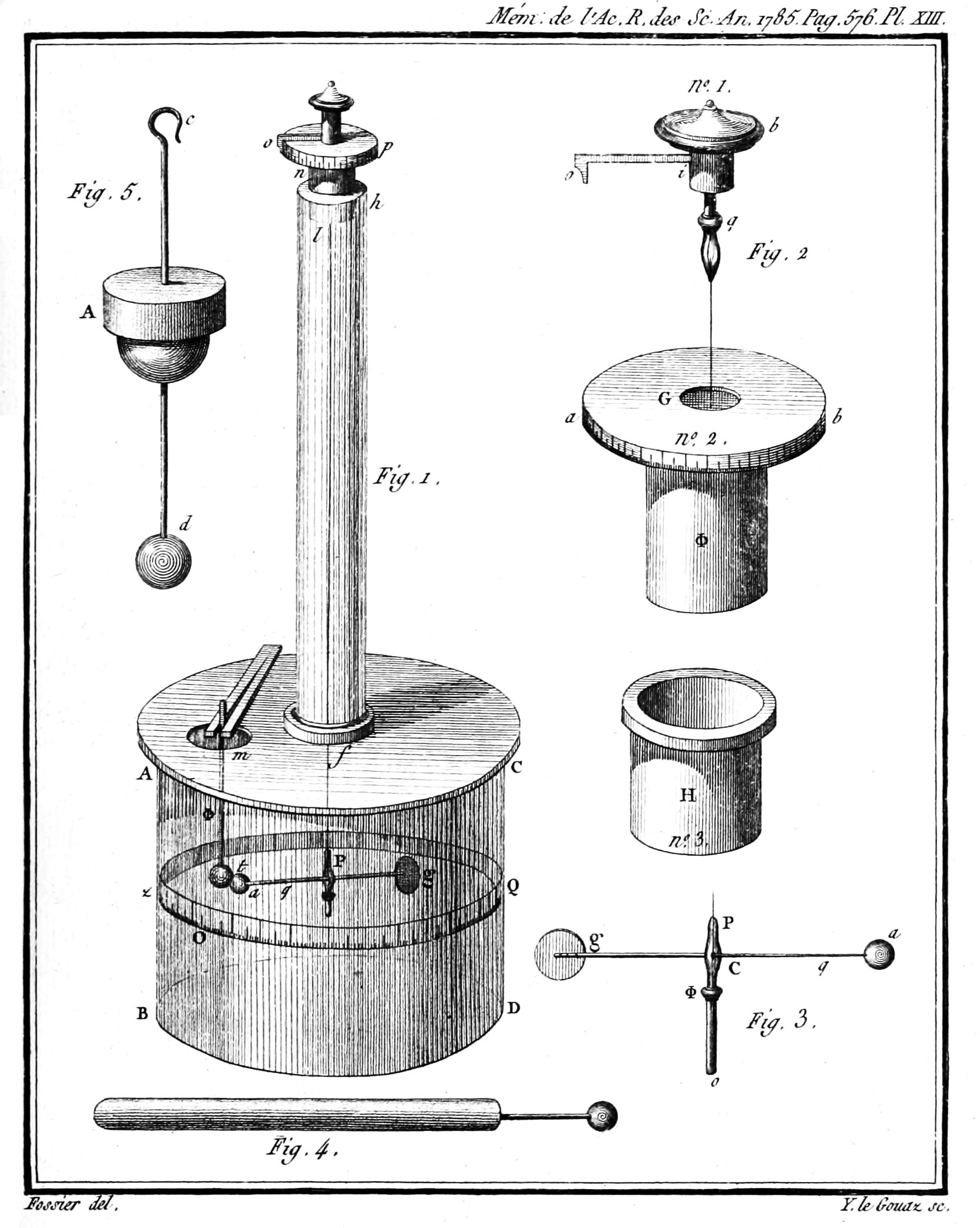
La bilancia di torsione di Coulomb usata per misurare la forza tra cariche elettriche.

La carica elettrica è la carica fisica responsabile dell'interazione elettromagnetica e sorgente del campo elettromagnetico. La sua unità di misura nel Sistema internazionale è il coulomb ({\displaystyle \mathrm {C} }). 
È una grandezza scalare, dotata di segno e quantizzata, ossia (con l'eccezione dei quark) può assumere solo valori multipli di una quantità elementare che corrisponde alla carica del protone, con segno positivo, e a quella dell'elettrone con segno negativo. La carica elementare, indicata con {\displaystyle e}, inizialmente determinata da Robert Andrews Millikan tra il 1910 e il 1917, è stata fissata esattamente dal sistema internazionale nel 2019 in: 
{\displaystyle e=1{,}602\,176\,634\cdot 10^{-19}\ \mathrm {C} ={\frac {1\ \mathrm {C} }{6{,}241\,509\,074...\cdot 10^{18}}}}

## La quantizzazione della carica elettrica

Campo elettrico indotto da una carica positiva.

Campo elettrico indotto da una carica negativa.

Se non si considerano i quark, non è stato scoperto alcun oggetto che possiede una carica inferiore a quella dell'elettrone e per tale motivo il suo valore è considerato l'unità di carica elettrica fondamentale, essendo tutte le quantità di carica suoi multipli. Secondo il Modello standard tuttavia, le cariche più piccole sono {\displaystyle \pm {\frac {e}{3}}\,\,} e {\displaystyle \,\,\pm {\frac {2e}{3}}}, proprie ad esempio del quark down e del quark up rispettivamente. Anche gli altri quark, di massa maggiore, hanno le stesse cariche.
Anche se i quark trasportano una carica elettrica, a causa dell'elevata intensità della forza nucleare forte che li tiene uniti, osservare un quark libero richiede un'energia estremamente elevata che solo da poco è alla portata degli acceleratori di particelle. Si pensa sia possibile l'esistenza di un plasma di quark e gluoni liberi a circa 150 GeV, circa {\displaystyle 1\times 10^{12}\,\mathrm {K} }; i fisici cercano di ottenerlo facendo collidere tra loro nuclei pesanti, come l'oro, ad energie di circa 100 GeV per nucleone.

### L'elettrone
L'elettrone è una particella subatomica che possiede una massa a riposo di {\displaystyle 9,1093826(16)\times 10^{-31}\,\mathrm {kg} }, pari a circa {\displaystyle 1/1836} di quella del protone. Il momento angolare intrinseco, ovvero lo spin, è un valore semi intero pari ad {\displaystyle 1/2} in unità di {\displaystyle \hbar } (dove {\displaystyle \hbar } è la costante di Planck ridotta), che rende l'elettrone un fermione, soggetto quindi al principio di esclusione di Pauli. L'antiparticella dell'elettrone è il positrone, il quale si differenzia solo per la carica elettrica di segno opposto; quando queste due particelle collidono possono essere sia diffuse che annichilate producendo fotoni, più precisamente raggi gamma.
L'idea di una quantità fondamentale di carica elettrica è stata introdotta dal filosofo Richard Laming nel 1838 per spiegare le proprietà chimiche dell'atomo; il termine elettrone è stato successivamente coniato nel 1894 dal fisico irlandese George Johnstone Stoney, ed è stato riconosciuto come una particella da Joseph John Thomson e dal suo gruppo di ricerca.
Successivamente il figlio George Paget Thomson ha dimostrato la duplice natura corpuscolare e ondulatoria dell'elettrone, che è quindi descritto dalla meccanica quantistica per mezzo del dualismo onda-particella.
Gli elettroni, insieme ai protoni e ai neutroni, sono parti della struttura degli atomi e, sebbene contribuiscano per meno dello 0,06% alla massa totale dell'atomo, sono responsabili delle sue proprietà chimiche; in particolare, la condivisione di elettroni tra due o più atomi è la sorgente del legame chimico covalente.
La maggior parte degli elettroni presenti nell'universo è stata creata durante il Big Bang, sebbene tale particella possa essere generata tramite il decadimento beta degli isotopi radioattivi e in collisioni ad alta energia, mentre può essere annichilita grazie alla collisione con il positrone e assorbita in un processo di nucleosintesi stellare.
In molti fenomeni fisici, in particolare nell'elettromagnetismo e nella fisica dello stato solido, l'elettrone ha un ruolo essenziale: è responsabile della conduzione di corrente elettrica e del calore, il suo moto genera il campo magnetico e la variazione della sua energia è responsabile della produzione di fotoni.
L'avvento dell'elettronica, a partire dalla quale è nata l'informatica, pone l'elettrone alla base dello sviluppo tecnologico del ventesimo secolo. Le sue proprietà vengono inoltre sfruttate in svariate applicazioni, come i tubi a raggi catodici, i microscopi elettronici, la radioterapia e il laser.
L'elettrone appartiene inoltre alla classe delle particelle subatomiche dette leptoni, che si ritiene siano componenti fondamentali della materia (ovvero non possono essere scomposte in particelle più piccole).

## Conservazione della carica elettrica
La carica elettrica è una grandezza fisica conservativa, cioè la carica elettrica totale di un sistema fisico isolato rimane costante. Questa è una legge sperimentale fondamentale della natura, in quanto non è mai stata osservata una sua violazione. Un altro assunto è che la conservazione sia locale, ossia valga il teorema di Noether (v. anche legge di conservazione). Essa afferma che la variazione della densità spaziale di carica {\displaystyle \rho } entro un volume {\displaystyle V} è dovuta unicamente a quella che attraversa la superficie frontiera del detto volume essendo in movimento. L'equazione di continuità per la carica elettrica è quindi l'equazione differenziale:
{\displaystyle \mathbf {\nabla } \cdot \mathbf {J} +{\frac {\mathrm {d} \rho }{\mathrm {d} t}}=0}
dove {\displaystyle \mathbf {J} } è la densità di corrente e {\displaystyle \rho } la densità di carica.
Utilizzando il teorema della divergenza si ottiene la forma integrale:
{\displaystyle I=\int _{S}\mathbf {J} \cdot \operatorname {d} \!\mathbf {a} =-{\frac {\partial }{\partial t}}\int _{V}\rho \operatorname {d} \!V}
dove {\displaystyle I} è la corrente elettrica.
L'equazione di continuità viene considerata nelle equazioni di Maxwell per correggere la legge di Ampère estendendone la validità al caso non stazionario. Infatti, applicando l'operatore divergenza alla quarta (con appunto la correzione di Maxwell):
{\displaystyle \mathbf {\nabla } \cdot \mathbf {\nabla } \times \mathbf {B} =\mu _{0}\mathbf {\nabla } \cdot \mathbf {J} +\varepsilon _{0}\mu _{0}{\frac {\partial \mathbf {\nabla } \cdot \mathbf {E} }{\partial t}}}
e sostituendo al suo interno la prima:
{\displaystyle \mathbf {\nabla } \cdot \mathbf {E} ={\frac {\rho }{\varepsilon _{0}}}}
si ottiene l'equazione di continuità.

### Notazione relativistica
L'equazione di continuità può essere scritta in maniera molto semplice e compatta utilizzando la notazione relativistica. Si definisce in tale contesto il quadrivettore densità di corrente, la cui componente temporale è la densità di carica e quella spaziale è il vettore densità di corrente:
{\displaystyle J^{\mu }=(c\rho ,\mathbf {J} )}
In questo modo l'equazione di continuità diventa:
{\displaystyle \partial _{\mu }J^{\mu }=0}
dove {\displaystyle \partial _{\mu }} è il quadrigradiente, dato da:
{\displaystyle \partial _{\mu }\ =\left({\frac {1}{c}}{\frac {\partial }{\partial t}},\nabla \right)}
L'equazione di continuità si può scrivere anche come:
{\displaystyle J^{a}{}_{;a}=0}
dove {\displaystyle ;} denota la derivata covariante.

## Unità elettromagnetiche nel Sistema Internazionale
| Simbolo                                                                         | Grandezza                                           | Unità                                                              | Nome unità                       | Uguaglianza con altre unità di elettrodinamica | Unità MKSA                                                                                            |
| ------------------------------------------------------------------------------- | --------------------------------------------------- | ------------------------------------------------------------------ | -------------------------------- | --- | --- |
| {\displaystyle {\displaystyle v,c,u}}                                           | Velocità                                            | {\displaystyle {\displaystyle {v}}}                                | metro su secondo                 | {\displaystyle {\displaystyle {a}\,t={\frac {\text{g}}{\mathcal {f}}}={\frac {\ell }{t}}}} | {\displaystyle {\displaystyle {\frac {\text{m}}{\text{s}}}}}                                          |
| {\displaystyle {\displaystyle a,{\text{g}}}}                                    | Accelerazione                                       | {\displaystyle {\displaystyle {a}}}                                | metro su secondo quadrato        | {\displaystyle {\displaystyle {\frac {v}{\mathcal {t}}}={\frac {\ell }{{t}^{2}}}={\frac {\text{N}}{\text{kg}}}}} | {\displaystyle {\displaystyle {\frac {\text{m}}{{\text{s}}^{2}}}}}                                    |
| {\displaystyle {\text{p}}}                                                      | Quantita di moto, Momento, Posizione                | {\displaystyle {\text{p}}}                                         | chilogrammi per metro su secondo | {\displaystyle {\displaystyle {\bf {{m}\ {\mathcal {v}}}}={\mathbf {M} \ {\frac {\ell }{t}}}={{{\text{N}}\,}{t}}}={\frac {\text{E}}{v}}}                                                                                | {\displaystyle {\displaystyle {\frac {{\text{kg}}\,{\text{m}}}{\text{s}}}}}                           |
| {\displaystyle {\displaystyle F,N}}                                             | Forza                                               | {\displaystyle {\text{N}}}                                         | Newton                           | {\displaystyle {\displaystyle {\bf {m}}\ {a}={\frac {\text{J}}{\text{m}}}={\frac {P}{v}}}} | {\displaystyle {\displaystyle {\frac {{\text{kg}}\,{\text{m}}}{{\text{s}}^{2}}}}}                     |
| {\displaystyle {\displaystyle E}}                                               | Energia                                             | {\displaystyle {\text{J}}}                                         | Joule                            | {\displaystyle {\displaystyle {\text{N}}\,\ell ={\text{P}}\,{t}={\bf {m}}\,{v}^{2}}} | {\displaystyle {\displaystyle {\frac {{\text{kg}}\,{\text{m}}^{2}}{{\text{s}}^{2}}}}}                 |
| {\displaystyle {\text{P}}}                                                      | Potenza elettrica                                   | {\displaystyle {\displaystyle {\text{W}}}}                         | Watt                             | {\displaystyle {\displaystyle {\text{V}}{\text{A}}={\Omega }\,{{\text{A}}^{2}}={\frac {\text{E}}{t}}}={\frac {\text{J}}{\text{s}}}}                                                                                     | {\displaystyle {\displaystyle {\frac {{\text{kg}}\,{\text{m}}^{2}}{{\text{s}}^{3}}}}}                 |
| {\displaystyle Q,q}                                                             | Carica elettrica                                    | {\displaystyle {\text{C}}}                                         | Coulomb                          | {\displaystyle {\displaystyle {I}\,{t}={\frac {{\text{N}}\,\ell }{\text{V}}}={\frac {\text{J}}{\text{V}}}={\frac {\text{A}}{\text{Hz}}}}}                                                                               | {\displaystyle {\text{A}}\,{\text{s}}}                                                                |
| {\displaystyle {\displaystyle d_{e}}}                                           | Momento elettrico, Dipolo elettrico                 | {\displaystyle {\displaystyle {\text{C}}\,{\text{m}}}}             | Coulomb per metro                | {\displaystyle {\displaystyle {\frac {I}{\mathcal {f}}}\,\ell ={\frac {{\text{N}}\,{\text{m}}^{2}}{\text{V}}}={\frac {{\text{J}}\,{\text{m}}}{\text{V}}}}}                                                              | {\displaystyle {\displaystyle {\text{A}}\,{\text{s}}\,{\text{m}}}}                                    |
| {\displaystyle I}                                                               | Corrente elettrica                                  | {\displaystyle {\text{A}}}                                         | Ampere                           | {\displaystyle {\displaystyle {\frac {\text{Q}}{t}}={\frac {\text{C}}{\text{s}}}={\frac {\text{W}}{\text{V}}}}} | {\displaystyle {\text{A}}}                                                                            |
| {\displaystyle {\displaystyle \mathbf {\vec {J}} }}                             | Densità di corrente elettrica                       | {\displaystyle {\displaystyle {\frac {\text{A}}{{\text{m}}^{2}}}}} | Ampere su metro quadro           | {\displaystyle {\displaystyle {\frac {I}{{\ell }^{2}}}={\frac {{\text{Q}}\,{\mathcal {f}}}{{\ell }^{2}}}={\frac {\mathbf {\vec {H}} }{\ell }}}}                                                                         | {\displaystyle {\displaystyle {\frac {\text{A}}{{\text{m}}^{2}}}}}                                    |
| {\displaystyle {\displaystyle \phi ,{\text{V}}}}                                | Potenziale elettrico, Tensione elettrica            | {\displaystyle {\text{V}}}                                         | Volt                             | {\displaystyle {\displaystyle {\frac {\text{E}}{Q}}}={\displaystyle {\frac {\text{J}}{\text{C}}}}={\frac {\text{C}}{\text{F}}}={\frac {{\text{N}}\,{\text{m}}}{{\text{A}}\,{\text{s}}}}}                                | {\displaystyle {\frac {{\text{kg}}\,{\text{m}}^{2}}{{\text{A}}\,{\text{s}}^{3}}}}                     |
| {\displaystyle {\displaystyle \phi _{\mathbf {\,E} }}}                          | Flusso elettrico                                    | {\displaystyle {\displaystyle {\text{V}}\,{\text{m}}}}             | Volt per metro                   | {\displaystyle {\displaystyle {\frac {{\text{J}}\,{\text{m}}}{\text{C}}}={\frac {{\text{W}}\,{\text{m}}}{\text{A}}}=\displaystyle {\frac {{\text{N}}\,{\text{m}}^{2}}{{\text{A}}\,{\text{s}}}}={\phi _{\bf {B}}\,{v}}}} | {\displaystyle {\frac {{\text{kg}}\,{\text{m}}^{3}}{{\text{A}}\,{\text{s}}^{3}}}}                     |
| {\displaystyle {\displaystyle \mathbf {\vec {E}} }}                             | Campo elettrico                                     | {\displaystyle {\frac {\text{V}}{\text{m}}}}                       | Volt su metro                    | {\displaystyle {\displaystyle {\frac {\text{N}}{\text{C}}}=\mathbf {\vec {B}} \,v={\frac {\mathbf {\vec {B}} \,{\ell }}{\mathcal {t}}}={\frac {\text{N}}{{\text{A}}\,{\text{s}}}}}}                                     | {\displaystyle {\displaystyle {\frac {{\text{kg}}\,{\text{m}}}{{\text{A}}\,{\text{s}}^{3}}}}}         |
| {\displaystyle R,Z,X}                                                           | Resistenza elettrica, Impedenza, Reattanza          | {\displaystyle \Omega }                                            | Ohm                              | {\displaystyle \displaystyle {\frac {\text{V}}{\text{A}}}={\frac {\text{W}}{{\text{A}}^{2}}}}={\displaystyle {\frac {{\text{N}}\,{\text{m}}}{{\text{A}}^{2}\,{\text{s}}}}}                                              | {\displaystyle {\frac {{\text{kg}}\,{\text{m}}^{2}}{{\text{A}}^{2}{\text{s}}^{3}}}}                   |
| {\displaystyle {\displaystyle \rho }}                                           | Resistività elettrica                               | {\displaystyle {\displaystyle \Omega \,{\text{m}}}}                | Ohm per metro                    | {\displaystyle {\displaystyle {\frac {{\text{V}}\,{\text{m}}}{\text{A}}}}=\displaystyle {\frac {{\text{N}}\,{{\text{m}}^{2}}}{{\text{A}}^{2}\,{\text{s}}}}={\frac {\phi _{\mathbf {\,E} }}{I}}}                         | {\displaystyle {\frac {{\text{kg}}\,{\text{m}}^{3}}{{\text{A}}^{2}{\text{s}}^{3}}}}                   |
| {\displaystyle C}                                                               | Capacità elettrica, Capacitanza                     | {\displaystyle {\text{F}}}                                         | Farad                            | {\displaystyle {\displaystyle {\frac {\text{C}}{\text{V}}}=\mathrm {\frac {C^{2}}{J}} }={\frac {{\text{A}}^{2}\,{\text{s}}^{2}}{{\text{N}}\,{\text{m}}}}=\varepsilon _{0}\,\ell }                                       | {\displaystyle {\displaystyle {\frac {{\text{A}}^{2}\,{\text{s}}^{4}}{{\text{kg}}\,{\text{m}}^{2}}}}} |
| {\displaystyle {\displaystyle {\mathcal {S}}}}                                  | Elastanza elettrica, Costante di coulomb su metro   | {\displaystyle {\text{F}}^{-1}}                                    | Farad alla meno uno              | {\displaystyle {\displaystyle {\frac {\phi }{\text{Q}}}=\mathrm {\frac {J}{C^{2}}} }={\frac {{\text{N}}\,{\text{m}}}{{\text{A}}^{2}\,{\text{s}}^{2}}}={\frac {1}{\varepsilon _{0}\,\ell }}}                             | {\displaystyle {\displaystyle {\frac {{\text{kg}}\,{\text{m}}^{2}}{{\text{A}}^{2}\,{\text{s}}^{4}}}}} |
| {\displaystyle {\displaystyle \varepsilon ,\varepsilon _{0},\epsilon _{0}}}     | Permittività elettrica, Costante elettrica          | {\displaystyle {\displaystyle {\frac {\text{F}}{\text{m}}}}}       | Farad su metro                   | {\displaystyle {\displaystyle {\frac {\text{C}}{\text{V}}}=\mathrm {{\frac {C^{2}}{J\,m}}={\frac {C^{2}}{N\,m^{2}}}} ={\frac {{\text{A}}^{2}\,{\text{s}}^{2}}{{\text{N}}\,{\text{m}}^{2}}}}}                            | {\displaystyle {\displaystyle {\frac {{\text{A}}^{2}\,{\text{s}}^{4}}{{\text{kg}}\,{\text{m}}^{3}}}}} |
| {\displaystyle {\displaystyle \chi _{\text{e}}}}                                | Suscettività elettrica                              | {\displaystyle -}                                                  | adimensionale                    | {\displaystyle {\displaystyle \varepsilon _{r}-1}} | {\displaystyle -}                                                                                     |
| {\displaystyle {\displaystyle \mathbf {\vec {D}} }}                             | Campo di spostamento elettrico                      | {\displaystyle {\frac {\text{C}}{{\text{m}}^{2}}}}                 | Coulomb su metro quadro          | {\displaystyle {\displaystyle \varepsilon _{0}\mathbf {\vec {E}} +\mathbf {\vec {P}} }} | {\displaystyle {\frac {{\text{A}}\,{\text{s}}}{{\text{m}}^{2}}}}                                      |
| {\displaystyle \mathbf {\vec {P}} }                                             | Polarizzazione elettrica                            | {\displaystyle {\frac {\text{C}}{{\text{m}}^{2}}}}                 | Coulomb su metro quadro          | {\displaystyle {\displaystyle \varepsilon _{0}\,\chi _{\text{e}}\,\mathbf {\vec {E}} }} | {\displaystyle {\frac {{\text{A}}\,{\text{s}}}{{\text{m}}^{2}}}}                                      |
| {\displaystyle {\displaystyle G,\mho }}                                         | Conduttanza elettrica, Ammettenza, Suscettanza      | {\displaystyle {\displaystyle {\text{S}}}}                         | Siemens                          | {\displaystyle {\displaystyle {\frac {I}{V}}={\frac {1}{R}}={\frac {A}{V}}={\frac {1}{\Omega }}}} | {\displaystyle {\displaystyle {\frac {{\text{A}}^{2}\,{\text{s}}^{3}}{{\text{kg}}\,{\text{m}}^{2}}}}} |
| {\displaystyle {\displaystyle \sigma }}                                         | Conduttività elettrica, Conducibilità elettrica     | {\displaystyle {\displaystyle {\frac {\text{S}}{\text{m}}}}}       | Siemens per metro                | {\displaystyle {\displaystyle {\frac {I}{{\text{V}}\,{\text{m}}}}={\frac {{\text{A}}^{2}}{{\text{W}}\,{\text{m}}}}={\frac {\text{1}}{\rho }}}}                                                                          | {\displaystyle {\displaystyle {\frac {{\text{A}}^{2}\,{\text{s}}^{3}}{{\text{kg}}\,{\text{m}}^{3}}}}} |
| {\displaystyle {\displaystyle q_{m},I_{\mathbf {\,m} },{\text{g}}}}             | Carica magnetica                                    | {\displaystyle {\displaystyle {\text{A}}\,{\text{m}}}}             | Ampere per metro                 | {\displaystyle {\displaystyle {I}\,\ell ={\frac {{\text{W}}\,\ell }{\text{V}}}={\text{Q}}\,{v}={\frac {{\text{C}}\,{\text{m}}}{\text{s}}}}}                                                                             | {\displaystyle {\displaystyle {\text{A}}\,{\text{m}}}}                                                |
| {\displaystyle {\displaystyle {\text{m}}_{d},\mu _{m}}}                         | Momento magnetico, Dipolo magnetico                 | {\displaystyle {\displaystyle {\text{A}}\,{\text{m}}^{2}}}         | Ampere per metro quadro          | {\displaystyle {\displaystyle {I}\,\ell ^{2}={\frac {{\text{N}}{\cdot }{\text{m}}}{\text{T}}}={\frac {\text{J}}{\text{T}}}={\frac {{\text{C}}\,{\text{m}}^{2}}{\text{s}}}}}                                             | {\displaystyle {\displaystyle {\text{A}}\,{\text{m}}^{2}}}                                            |
| {\displaystyle \mathbf {\vec {B}} }                                             | Densità di flusso magnetico, Induzione magnetica    | {\displaystyle {\text{T}}}                                         | Tesla                            | {\displaystyle {\displaystyle {\frac {\mathbf {\vec {E}} }{v}}={\frac {\phi _{\mathbf {\,B} }}{\ell ^{2}}}={\frac {\text{Wb}}{{\text{m}}^{2}}}={\frac {\text{N}}{{\text{A}}\,{\text{m}}}}}}                             | {\displaystyle {\displaystyle {\frac {\text{kg}}{{\text{A}}\,{\text{s}}^{2}}}}}                       |
| {\displaystyle {\displaystyle \phi _{\mathbf {\,B} }}}                          | Flusso del campo magnetico                          | {\displaystyle {\text{Wb}}}                                        | Weber                            | {\displaystyle {\displaystyle {\text{T}}\,{\text{m}}^{2}={\text{V}}\,{\text{s}}={\frac {\text{V}}{\text{Hz}}}={\frac {\text{J}}{\text{A}}}}}                                                                            | {\displaystyle {\frac {{\text{kg}}\,{\text{m}}^{2}}{{\text{A}}\,{\text{s}}^{2}}}}                     |
| {\displaystyle \mathbf {\vec {A}} }                                             | Potenziale magnetico, Potenziale vettore            | {\displaystyle {\text{T}}\,{\text{m}}}                             | Tesla per metro                  | {\displaystyle {\displaystyle {\frac {\phi }{v}}={\mathbf {\vec {B}} \,{\ell }}={\frac {\text{Wb}}{\text{m}}}={\frac {\text{N}}{\text{A}}}}}                                                                            | {\displaystyle {\displaystyle {\frac {{\text{kg}}\,{\text{m}}}{{\text{A}}\,{\text{s}}^{2}}}}}         |
| {\displaystyle \mathbf {\vec {H}} }                                             | Campo magnetico, Intensità del campo magnetico      | {\displaystyle {\frac {{\text{A}}_{\text{s}}}{\text{m}}}}          | Ampere-spira su metro            | {\displaystyle {\displaystyle {\frac {I}{\ell }}={\frac {{\text{Q}}\,{\mathcal {f}}}{\ell }}={\mathbf {\vec {J}} }\,{\ell }}}                                                                                           | {\displaystyle {\frac {\text{A}}{\text{m}}}}                                                          |
| {\displaystyle \mathbf {\vec {M}} }                                             | Polarizzazione magnetica, magnetizzazione           | {\displaystyle {\frac {\text{A}}{\text{m}}}}                       | Ampere su metro                  | {\displaystyle {\displaystyle {\frac {I}{\ell }}=\chi _{\mu }\,\mathbf {\vec {H}} }} | {\displaystyle {\frac {\text{A}}{\text{m}}}}                                                          |
| {\displaystyle L}                                                               | Induttanza elettrica, Coefficiente di autoinduzione | {\displaystyle {\text{H}}}                                         | Henry                            | {\displaystyle {\displaystyle {\frac {\text{Wb}}{\text{A}}}=\Omega \,{\text{s}}={\frac {\text{J}}{{\text{A}}^{2}}}}} | {\displaystyle {\displaystyle {\frac {{\text{kg}}\,{\text{m}}^{2}}{{\text{A}}^{2}\,{\text{s}}^{2}}}}} |
| {\displaystyle M}                                                               | Coefficiente di mutua induzione, Permeanza          | {\displaystyle {\text{H}}_{\text{s}}}                              | Henry-spire                      | {\displaystyle {\frac {\phi _{\bf {B}}}{I}}=\Omega \,{\text{s}}={\frac {\Omega }{f}}={\frac {\text{J}}{{\text{A}}^{2}}}}                                                                                                | {\displaystyle {\frac {{\text{kg}}\,{\text{m}}^{2}}{{\text{A}}^{2}\,{\text{s}}^{2}}}}                 |
| {\displaystyle {\displaystyle \mu _{\text{0}}}}                                 | Permeabilità magnetica, Costante magnetica          | {\displaystyle {\displaystyle {\frac {\text{H}}{\text{m}}}}}       | Henry su metro                   | {\displaystyle {\displaystyle {\frac {\text{Wb}}{{\text{A}}\,{\text{m}}}}={\frac {\Omega }{v}}={\frac {\text{N}}{{\text{A}}^{2}}}}}                                                                                     | {\displaystyle {\displaystyle {\frac {{\text{kg}}\,{\text{m}}}{{\text{A}}^{2}\,{\text{s}}^{2}}}}}     |
| {\displaystyle {\displaystyle \chi _{\text{m}},\chi _{\text{v}},\chi _{\rho }}} | Suscettività magnetica                              | {\displaystyle -}                                                  | adimensionale                    | {\displaystyle {\displaystyle \mu _{r}-1}} | {\displaystyle -}                                                                                     |
| {\displaystyle {\displaystyle {\mathcal {R}}}}                                  | Riluttanza                                          | {\displaystyle {\text{H}}^{-1}}                                    | Henry alla meno uno              | {\displaystyle {\frac {\text{A}}{\text{Wb}}}={\frac {1}{\Omega \,{\text{s}}}}={\displaystyle {\frac {I}{\phi _{\bf {B}}}}={\frac {\text{S}}{t}}}}                                                                       | {\displaystyle {\frac {{\text{A}}^{2}\,{\text{s}}^{2}}{{\text{kg}}\,{\text{m}}^{2}}}}                 |